# Eli Thompson
Eli Thompson (* 11. Juli 1973; † 28. August 2009 in Lauterbrunnen, Schweiz) war ein US-amerikanischer Fallschirm- und Objektspringer. Er verunglückte tödlich bei einem Wingsuit-Objektsprung im Schweizer Lauterbrunnental 2009.
Thompson absolvierte über 15.000 Sprünge. Er war von 1996 bis 2000 Mitglied des Weltmeister-Fallschirmspringerteams Flyboyz. Thompson präsentierte ebenfalls 30 Folgen der TV-Sendung Stunt Junkies auf dem Discovery Channel (USA), zudem arbeitete er als Stuntman, unter anderem für den Film Austin Powers in Goldständer.
Am 28. August 2009, während der Dreharbeiten für einen Promotionfilm von Red Bull, verunglückte Thompson tödlich: Bei einem Wingsuit-Objektsprung im Lauterbrunnental touchierte er die Felswand und stürzte in die Tiefe.
Thompson hinterließ seine schwangere Frau und zwei Kinder.